# 湖口站 (武汉地铁)
湖口站位于中华人民共和国湖北省武汉市江夏区，是武汉地铁11号线的地铁车站。建设时期名为“教育中路站”。

## 车站结构
车站位于高新大道与教育中路交叉口东侧，沿高新大道东西走向，北侧紧邻湖北省体育学院，南侧为湖口社区和光谷九小。本站为地下二层岛式车站，地下一层为站厅层，地下二层为站台层。车站在高新大道两侧布置有11个出入口。

### 楼层分布
| 地面     | 地面               | 出入口                               |  |  |
| 地下一层 | 站厅               | 售票机、客服中心、武漢通充值、洗手間 |  |  |
| 地下二层 |                    | █ 11号线 往江安路（武汉东站）        |  |  |
|          | 岛式站台，左侧开门 |                                      |  |  |
|          |                    | █ 11号线 往葛店南站（光谷同济医院）  |  |  |

### 車站出口
|                                                 |      |                                                    |
| 出口編號                                        | 設施 | 建議前往的目的地                                   |
| A                                               |      | 高新大道 教育中路、光谷第九小学、湖口社区          |
| B                                               |      | 高新大道 教育中路、国创·光谷上城、湖北第二师范学院 |
| C                                               |      | 高新大道 国创·光谷上城                             |
| D                                               |      | 高新大道 湖北体育职业学院                          |
| E                                               |      | 高新大道 湖北体育职业学院                          |
| F                                               |      | 高新大道 湖北体育职业学院                          |
| G                                               |      | 高新大道                                           |
| H                                               |      | 高新大道                                           |
| J                                               |      | 高新大道 湖北体育职业学院                          |
| K                                               |      | 高新大道 湖北体育职业学院                          |
| L                                               |      | 高新大道 湖北体育职业学院                          |
| 注： 設有升降機 \| 設有輪椅升降台 \| 設有洗手間 |      |                                                    |

## 运营信息
- 11号线首末班车时间

### 内部链接
- 武汉地铁车站列表